# Ivan Trubočkin
Ivan Valerijovyč Trubočkin (in ucraino Іван Валерійович Трубочкін?; Kiev, 17 marzo 1993) è un ex calciatore ucraino, di ruolo difensore.

## Palmarès

### Club

#### Competizioni nazionali
- Campionato georgiano: 1

Dinamo Tbilisi: 2020